# When Fallen Angels Fly
| Оценки критиков      | Оценки критиков |
| Источник             | Оценка          |
| -------------------- | --------------- |
| AllMusic             | [ 1 ]           |
| Chicago Tribune      | [ 2 ]           |
| Entertainment Weekly | A               |

When Fallen Angels Fly — седьмой студийный альбом американской кантри-певицы и автора-исполнителя Патти Лавлесс, изданный 23 августа 1994 года на студии Epic Records. Платиновая сертификация за 1 млн копий в США. Все четыре сингла, вышедшие с этого альбома — «I Try to Think About Elvis», «You Don’t Even Know Who I Am», «Here I Am» и «Halfway Down» — вошли в лучшую десятку Top Ten кантри-чарта Hot Country Songs. When Fallen Angels Fly получил главную награду CMA в категории Альбом года (Album of the Year, 1995), и в то время Патти стала единственной женщиной 3-кратной обладательницей этой награды.
В 2022 году альбом был включен в список лучших кантри-альбомов в истории The 100 Greatest Country Albums of All Time журнала «Rolling Stone» (№ 61).

## История
Альбом вышел 23 августа 1994 года на студии Epic. Он не достиг высоких позиций в чартах (лишь № 8 в Billboard Top Country Albums). Однако получил положительные отзывы музыкальных критиков и интернет-изданий: Allmusic, Chicago Tribune, Entertainment Weekly.

## Список композиций
1. «A Handful of Dust» (Tony Arata) — 3:05
2. «Halfway Down» (Jim Lauderdale) — 3:45
3. «When the Fallen Angels Fly» (Billy Joe Shaver) — 4:33
4. «You Don't Even Know Who I Am» (Gretchen Peters) — 4:04
5. «Feelin' Good About Feelin' Bad» (Emory Gordy, Jr., Jim Rushing) — 3:18
6. «Here I Am» (Arata) — 2:59
7. «I Try to Think About Elvis» (Gary Burr) — 2:49
8. «Ships» (Peters) — 3:42
9. «Old Weakness (Coming On Strong)» (Gary Nicholson, Bob DiPiero) — 2:59
10. «Over My Shoulder» (Roger Murrah, Marcus Hummon) — 4:22

## Участники записи
Музыканты
- Eddy Anderson — перкуссия
- Richard Bennett — акустическая гитара, электрогитара
- Kathy Burdick — бэк-вокал
- Jerry Douglas — слайд-гитара
- другие

## Чарты

### Еженедельные чарты
| Чарт (1994-95)                   | Высшая позиция |
| -------------------------------- | -------------- |
| США Billboard 200                | 60             |
| США Billboard Top Country Albums | 8              |